# Peng Yu-chang
Peng Yu-chang (en chino, 彭昱畅; pinyin, Péng Yù Chàng) (Xinyu, Jiangxi, 25 de octubre de 1994) es un actor y cantante chino, representado por Comic International Productions.

## Biografía

### Primeros años
Peng Yu-chang nació el 25 de octubre de 1994 en la ciudad de Xinyu, provincia de Jiangxi. Se graduó de la Academia de Teatro de Shanghái en 2012, especializándose en teatro de marionetas. Durante ese tiempo, actuó en la obra Come on, my life!, así como también en otras diversas obras teatrales.

### Carrera
En 2015, Peng hizo su debut como actor en la serie web de romance Go Princess Go. En 2016, protagonizó el drama web Stardom; el mismo año, asumió su primer papel principal en otra serie web, Weapon & Soul. Más adelante, interpretó al joven rey Meng Zhang en el drama Men with Sword.
En 2017, Peng interpretó a un nadador en el drama deportivo My Mr. Mermaid. Luego protagonizó la película de música Our Shining Days, por la cual fue nominado en la categoría de "mejor actor nuevo" en los Asian New Talent Award. También apareció en la película Over Again. En ese mismo año, repitió su papel en una segunda temporada del drama web Weapon & Soul 2.
En 2018, Peng protagonizó la película de comedia Go Brother!, adaptada de una serie de animación homónima, y el melodrama All Is Well. El mismo año, Peng protagonizó la galardonada película dramática An Elephant Sitting Still. Por esta actuación, fue nominado en la categoría de "mejor actor principal" en la 55.ª edición de los Golden Horse Awards, aunque perdió ante el actor Xu Zheng.

## Filmografía

### Televisión
| Año  | Título            | Papel               | Notas de Peng Yu-Chang   |
| ---- | ----------------- | ------------------- | ------------------------ |
| 2015 | Go Princess Go    | Eunuco Qiang        | Rol secundario           |
| 2016 | Stardom           | Lu Feng             | Principal                |
| 2016 | Deep Well Canteen | Xiao Tang           |                          |
| 2016 | Men with Sword    | Meng Zhang          | Coprotagonista           |
| 2016 | Weapon & Soul     | Mo Ming             |                          |
| 2017 | Weapon & Soul 2   | Mo Ming             |                          |
| 2017 | Men with Sword 2  | Meng Zhang          | Invitado (dos episodios) |
| 2017 | My Mr. Mermaid    | Ming Tian           |                          |
| 2019 | All Is Well       | Xiao Meng           |                          |
| 2019 | Prince of Tennis  | Lu Xia              | protagonista             |
| 2020 | Run For Young     | Lao Gou / "Old Dog" | Principal                |

### Películas
| Año  | Título                                                | Papel                | Notas     |
| ---- | ----------------------------------------------------- | -------------------- | --------- |
| 2017 | Our Shining Days                                      | Li You               | Principal |
| 2018 | An Elephant Sitting Still                             | Wei Bu               | Principal |
| 2018 | Go Brother!                                           | Shi Fen              |           |
| 2019 | Over Again                                            | Zhang Zi Yang        |           |
| 2019 | The Last Wish                                         | Tian Yu-sheng        | Principal |
| 2019 | Spirited Away                                         | Sin Rostro           | Voz       |
| 2019 | My People, My Country                                 | Joven gritando       |           |
|      | Biopic Film: Chinese National Women’s Volleyball Team | Chen Zhonghe (joven) |           |

### Show de variedades
| Año        | Título                   | Cadena   | Papel       | Referencias |
| ---------- | ------------------------ | -------- | ----------- | ----------- |
| 2016       | Day Day Up               | Hunan TV | Anfitrión   | [ 14 ]      |
| 2017       | Birth of an Actor        | Elenco   | Zhejiang TV | [ 15 ]      |
| 2018       | Happy Camp               | invitado |             |             |
| 2018       | Give Me Five S2          | invitado |             | (ep. #9)    |
| 2018       | Wiser VS 3 Adorkable Man | Elenco   | Hunan TV    | [ 16 ]      |
| 2018       | Back To Field Season Ⅱ   | Elenco   | Hunan TV    | [ 17 ]      |
| 2018       | Happy Camp               | invitado | Hunan TV    |             |
| 2019       | Happy Camp               | invitado | Hunan TV    |             |
| 2019       | Go! Fridge               | invitado |             | (ep. #5-6)  |
| 2018-      | Back To Field S3         | miembro  |             |             |
| 2019 -     | Lipstick Prince          | miembro  |             |             |
| 2020, 2021 | Happy Camp               | invitado |             |             |

### Revistas
| Año  | Revistas         | Notas                                         |
| ---- | ---------------- | --------------------------------------------- |
| 2019 | Bazaar Men China | junto a Wei Daxun, Darren Wang y Tian Yusheng |

### Endorsos
| Año       | Título       | Notas |
| --------- | ------------ | ----- |
| ¿? - 2021 | Adidas China |       |

### Eventos
| Año  | Título                         | Notas |
| ---- | ------------------------------ | ----- |
| 2021 | 2020 Weibo Night               |       |
| 2020 | CCTV Spring Festival Gala 2020 |       |

## Discografía

### Álbumes
| Año  | Título        | Referencias |
| ---- | ------------- | ----------- |
| 2016 | You Must (EP) | [ 18 ]      |

### Sencillos
| Año  | Título                   | Álbum                | Notas / Ref.                    |
| ---- | ------------------------ | -------------------- | ------------------------------- |
| 2019 | Friend Zone (友情以上)   | OST de Friend Zone   | junto a Ruonan Zhang            |
| 2019 |                          | OST de The Last Wish | junto a Wei Daxun y Darren Wang |
| 2018 | The Future Me (未来已来) | -                    |                                 |
| 2017 | Seventeen Is Not A Lie   |                      | [ 19 ]                          |
| 2017 | Show Me!                 |                      | [ 20 ]                          |
| 2017 | Hero                     |                      | [ 21 ]                          |

### Otras canciones
| Año  | Título         | Álbum                                                  | Notas                                                                                            |
| ---- | -------------- | ------------------------------------------------------ | ------------------------------------------------------------------------------------------------ |
| 2020 | 心暖心等于世界 | Lanzado por Xinhua News Agency                         | (Canción y mensajes para apoyar a quienes luchan contra el coronavirus) - junto a otros artistas |
| 2020 | 战疫           | Lanzado por China Federation of Literary & Art Circles | (Canción para apoyar a quienes luchan contra el coronavirus) - junto a otros artistas            |

## Premios y nominaciones
| Año  | Premio                                     | Categoría             | Película                  | Resultado |
| ---- | ------------------------------------------ | --------------------- | ------------------------- | --------- |
| 2017 | Festival Internacional de Cine de Shanghái | Mejor actor nuevo     | Our Shining Days          | Nominado  |
| 2017 | Fresh Asia Chart Festival                  | Mejor actor nuevo     | Our Shining Days          | Ganador   |
| 2017 | Weibo Influence Awards                     | Mejor artista nuevo   | -                         | Ganador   |
| 2018 | Beijing College Student Film Festival      | Mejor actor nuevo     | Our Shining Days          | Nominado  |
| 2018 | Golden Horse Awards                        | Mejor actor principal | An Elephant Sitting Still | Nominado  |
| 2019 | 26th Beijing College Student Film Festival | Mejor Actor Nuevo     | Go Brother!               | Nominado  |
| 2019 | 25th Huading Awards                        | Mejor Actor Nuevo     | Go Brother!               | Nominado  |